# Carl Hermann (Übersetzer)
Carl Hermann (* 1. Septemberjul. / 13. September 1863greg. in Kavastu; † 11. Juli 1924 in Tartu) war ein estnischer Übersetzer von Lyrik ins Deutsche.

## Leben
Carl Hermann besuchte die Realschule in Tartu und machte nach dem dortigen Abschluss ein Examen als Hauslehrer. Anschließend arbeitete er als Gerichtsschreiber, später war er Gemeindeschreiber in Alatskivi. Bald nach seiner 1889 erfolgten Eheschließung mit Marie Grenzstein, einer Nichte des Dichters und Journalisten Ado Grenzstein, wanderte das junge Paar aus und ließ sich auf der Krim nieder, wo Hermann zeitweise in einer deutschen Familie als Hauslehrer tätig war. Später arbeitete er in einer Schuhfabrik in Sankt Petersburg, ehe er wieder nach Tartu zog, wo er als Buchhalter angestellt war und auch Kurse in Buchhaltung gab.

## Werk
Die ersten Übersetzungen von Hermann erschienen 1890 in der in Riga erscheinenden Düna-Zeitung. Es waren Gedichte von Karl Eduard Sööt, von dem Hermann insgesamt zwei Dutzend Gedichte verdeutschte. Andere Autorinnen und Autoren, die Hermann ins Deutsche transportierte, waren Elise Aun, Matthias Johann Eisen, Ado Grenzstein, Anna Haava, Johannes Jaks, Lydia Koidula, Jakob Tamm, Berend Heinrich von Tiesenhausen, Mihkel Veske und Juhan Weitzenberg. Insgesamt konnten rund fünfzig Gedichte ermittelt werden, die er übersetzt hat, sodass man davon ausgehen kann, dass er „ungefähr das Material für eine kleine Anthologie zusammengestellt hatte.“ Karl Eduard Sööt geht in seinem Nachruf sogar von „rund hundert“ Gedichten aus und erwähnt auch Jaan Bergmann, Juhan Liiv und Gustav Suits als übersetzte Dichter, allerdings sind deren Übersetzungen bislang noch nicht bibliographisch erfasst.
Hermann publizierte seine Übersetzungen außer in der Düna-Zeitung auch im St. Petersburger Herold und in der deutschen Zeitschrift Aus fremden Zungen, vereinzelt auch im Estländisch-deutschen Kalender.